# Ammonshorn (Anatomie)

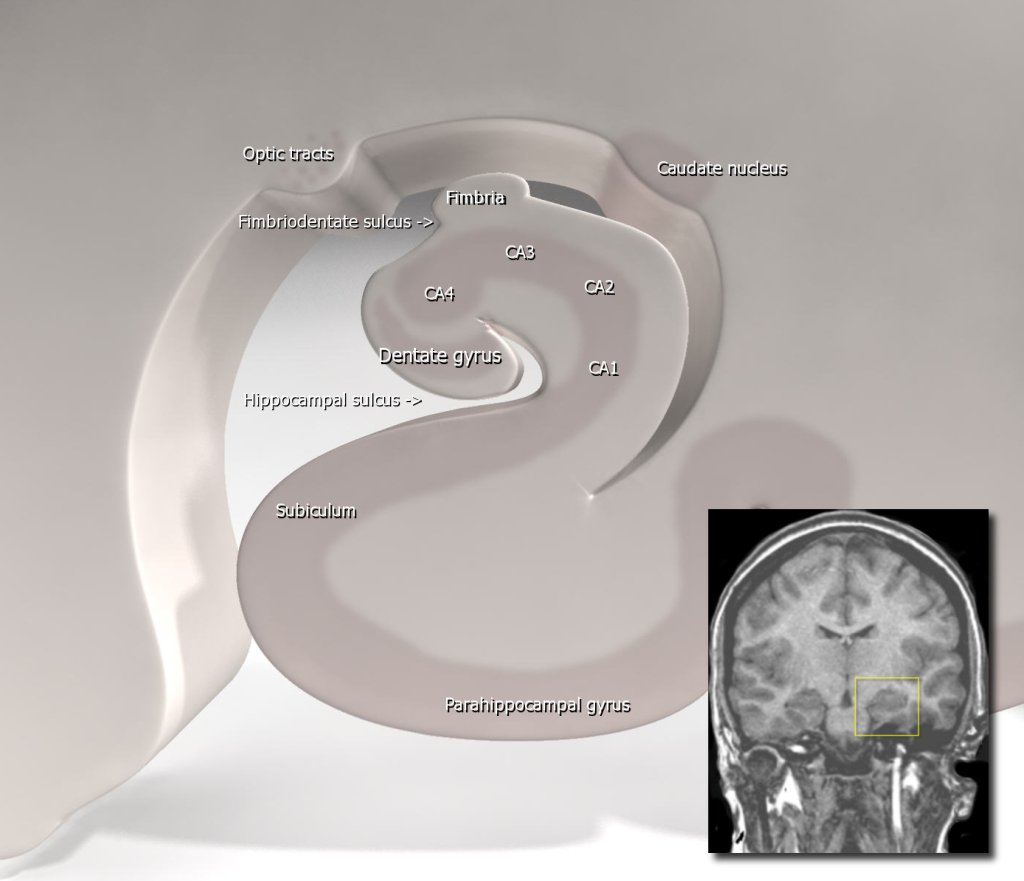
Ansicht des Hippocampus mit Positionierung im Hirn. Die Bezeichnung der Abschnitte CA 1-3 geht auf „Cornu Ammonis“ (=Ammonshorn) zurück

Als Ammonshorn (Cornu Ammonis) wird in der Anatomie eine Gehirnwindung im Inneren des Telencephalons (Großhirn) bezeichnet, die zur Hippocampus-Formation gezählt wird. Die rostrale Spitze des Ammonshorns wird als Pes hippocampi (Hippocampusfuß) bezeichnet, da Einkerbungen und Erhebungen an Zehen erinnern.
Die Ammonshornsklerose ist der häufigste neuropathologische Befund bei der Temporallappenepilepsie als einer besonderen Form der Epilepsie. Die Zellen des Ammonshorns sind besonders anfällig für alkoholinduzierte Schäden, die dann zur Wernicke-Enzephalopathie oder dem Korsakow-Syndrom führen.
Der Name Ammonshorn bezieht sich auf die oberflächliche Ähnlichkeit der Formation mit dem Horn eines Widders. Der altägyptische Gott Amun wurde zum Teil widderköpfig oder mit Hörnern wie ein Widder dargestellt, vgl. analog Ammonit.